# Зонгулдак (місто)
Зонгулдак (тур. Zonguldak) — місто та район на півночі Туреччини на узбережжі Чорного моря, адміністративний центр провінції Зонгулдак. Населення 107 200 осіб (2005).
Розвиток міста пов'язаний з початком вуглевидобування у другій половині XIX століття. У місті знаходиться найбільший в Туреччині район вуглевидобування та чорної металургії. У місті розташований порт на відвантаженні вугілля.

## Відомі мешканці
- Мурат Боз (народився 1980) — турецький поп-виконавець.
- Пенбе Ергюн (народився 1972) — турецький футболіст у минулому.
- Жанна Дорогова (народилась 1975) — відома баскетболістка «Динамо» Київ

## Міста-побратими
- Україна, Херсон

1. ↑  https://miskrada.kherson.ua/pro-kherson/nashi-partneri/mista-pobratymy/